# Eduard Novák
Eduard Novák (Buštěhrad, 27 novembre 1946 – Kladno, 20 settembre 2010) è stato un hockeista su ghiaccio ceco, fino al 1992 cecoslovacco.

## Palmarès

### Olimpiadi invernali
- 2 medaglie[1]:
  - 1 argento (Innsbruck 1976)
  - 1 bronzo (Sapporo 1972)